# ラジオ空想科学研究所
ラジオ空想科学研究所（ラジオくうそうかがくけんきゅうじょ）は、2005年4月3日から2014年3月30日までニッポン放送で放送されていたラジオ番組。

## 概要
開始当初は福田沙紀と『空想科学読本』の著者である柳田理科雄をパーソナリティに、『福田沙紀と柳田理科雄のラジオ空想科学研究所』（ふくださきとやなぎだりかおのらじおくうそうかがくけんきゅうじょ）のタイトルとして放送された。
2010年9月26日放送をもって福田は卒業。同年10月3日放送より武井咲がパーソナリティに就任、『武井咲と柳田理科雄のラジオ空想科学研究所』（たけいえみとやなぎたりかおのらじおくうそうかがくけんきゅうじょ）としてリニューアルした。
2014年3月30日をもって番組終了となり、福田沙紀時代と合わせて、9年の放送に幕を降ろした。
開始当時より村田製作所の一社提供であり、「村田製作所PRESENTS（むらたせいさくしょプレゼンツ）」の冠タイトルが使用されていた。放送時に番組を再構成した単行本が刊行された。

## ネット局・放送時間
ニッポン放送
- 放送開始 - 2005年4月3日…毎週日曜日 25:00 - 25:30
- 2005年10月9日 - 2014年3月30日…毎週日曜日 22:30 - 23:00

朝日放送（ABCラジオ）
※『福田沙紀と柳田理科雄…』時代のみネット。
- 2007年4月14日 - 6月30日…毎週土曜日 21:30 - 22:00

※当初は7日開始予定だったが、プロ野球ナイター中継「ABCフレッシュアップベースボール」の延長で放送休止となり14日からとなった。
原則的に上記野球中継が延長となった場合休止となり、日曜日21:30 - 22:00の枠で代替放送されることがあった。
- 2007年7月8日 - 2010年4月4日…毎週日曜日 23:30 - 24:00

## 歴史・番組内容
研究所の新米研究員・福田沙紀が、主任研究員の柳田理科雄と共にアニメや特撮など様々な分野の空想科学（サイエンス・フィクション）的常識を現実の科学を用いて検証していく内容として開始。研究テーマは基本的には随時募集しているリスナーからの研究依頼（メール）により決定されるが、時折、時節事や時事にちなんだものを研究することもある。2007年1月からは、アニメや特撮などの不特定多数の作品に共通してよく見かける（“ベタ”な）場面についての疑問も合わせて募集している。放送第1回の研究テーマは「アンパンマン」。
毎回、研究テーマは番組の冒頭で発表されるが、その際、研究気分を盛り上げるためにとそのテーマにちなんだ楽曲が掛けられる。多くは、その作品の主題歌（アニメや特撮作品などの場合は主にオープニング曲）や挿入歌であるが、2005年夏頃 - 2006年秋頃には、主題歌や挿入歌以外のテーマとは関係ない楽曲も掛けられていた。2007年4月からは研究終了後に研究を締め括るということでテーマにちなんだ楽曲をもう一曲（アニメや特撮作品の場合はおもにエンディング曲）掛けるようになっている。
研究後には、休憩時間として福田のフリートークをはさんで、福田が柳田主任からその日の研究に関して問題が出される「今日のおさらい」（放送枠移動後は「今日の研究成果」）というコーナーが設けられていたが、2007年3月でこのコーナーは終了。その後同年10月より、福田がその日の研究を通じて思った事・感じた事を発表する「沙紀の研究レポート」というコーナーが設けられた。
番組ナレーションを、鈴木芳彦アナウンサーが怪しい口調で務めていたが、鈴木アナのフジテレビへの転籍に伴い、2006年4月から「謎の人物」に交代した（その後、2006年10月よりナレーションはなくなっている）。提供読みは、ニッポン放送の新保友映アナウンサーが担当。
2005年夏のパワーウィークでは、スペシャル企画として、空想科学界No.1を決める「空-1グランプリ2005」が開催され、孫悟空（from『ドラゴンボール』）がモンキー・D・ルフィ（from『ONE PIECE』）との新旧ジャンプキャラ対決を制し、優勝した。2006年夏には、スペシャル企画第2弾の「夏の空想科学祭り」が開催された。2007年2月25日の放送では、スペシャル企画「空想科学ベタなシーン質問スペシャル」と題してアニメや特撮などの不特定多数の作品に共通してよく見かける（＝“ベタ”な）場面についてリスナーより寄せられた疑問の中から6～7つを取り上げ、研究を行った。これが大反響であったことから同年4月15日にも「第2回・ベタなシーン質問スペシャル」を放送している。
2007年3月4日の放送では、山本剛士アナウンサーが進行役となり、「もう一度聞きたい研究」ということで過去の研究を放送した。放送されたのは以下の二つ。
- 「キミにも撃てる！かめはめ波」
- 「教習所では教えてくれないガンダムの操縦法」

2007年4月22日の放送では、「都市伝説科学的検証スペシャル」と題して都市伝説についての検証を行った。検証されたのは、口裂け女、ターボばあちゃん、人面犬、件（くだん）の四つ。
2008年5月23日には、当番組のこれまでの研究成果をまとめた本『空想科学入門！』が発売された。これまでの研究成果の中から18本を厳選して収録している。
福田時代、番組改編期直前には番組からの「重大発表」が恒例になっていた。
武井が就任した2010年10月放送分より、月ごとのテーマに沿った空想科学を研究する「空想科学 分析室」とリスナーからの科学に関する疑問を直接電話で答えていく「空想科学 電話相談室」のコーナーを基本に放送している。

## 放送リスト
| 1   | 2005年4月3日   | アンパンマンは顔のアンパンを食べさせて、何人救うことが出来るのか!?       |
| 2   | 2005年4月10日  | ウルトラマンが地球を防衛する上で、"3分"という時間は短いのか!? 長いのか!? |
| 3   | 2005年4月17日  | ドラえもんの道具は、どこまで便利なのか!?                                 |
| 4   | 2005年4月24日  | バルタン星人も、こうすれば地球で暮らせる!                                |
| 5   | 2005年5月1日   | あなたにも出来る"ライダーキック"のかわし方!                              |
| 6   | 2005年5月8日   | アトムの身代わりになった"トビオ君の性格"を探求する!                      |
| 7   | 2005年5月15日  | 戦隊ヒーローを過労死させるな!                                            |
| 8   | 2005年5月22日  | 「ジャックと豆の木」のジャックは、悪い子だったのではないか!              |
| 9   | 2005年5月29日  | 君にも打てる! かめはめ波                                                 |
| 10  | 2005年6月5日   | ジーコよ! 今すぐ"大空翼"を召集せよ!                                      |
| 11  | 2005年6月12日  | "ゴム人間"になった時の正しい人生設計                                     |
| 12  | 2005年6月19日  | "子供の姿"になってしまった時の正しい人生設計                             |
| 13  | 2005年6月26日  | フィアンセが"ウルトラセブン"だったら、あなたは永遠の愛を誓えますか!?     |
| 14  | 2005年7月3日   | 覚えておきたい"ネコバス"の乗車マナー                                     |
| 15  | 2005年7月10日  | ウサギに勝ったカメから学ぶ! 勝利のテクニック                             |
| 16  | 2005年7月17日  | ピカチュウとの上手な接し方                                               |
| 17  | 2005年7月24日  | 教習所では教えてくれない"ガンダム"の操縦法                               |
| 18  | 2005年7月31日  | 教習所では教えてくれない"魔法のホウキ"の操縦法                           |
| 19  | 2005年8月7日   | いざ!という時の"影分身"講座                                              |
| 20  | 2005年8月14日  | "おばけ"なんて、いません!                                                |
| 21  | 2005年8月21日  | 空想科学界No.1は誰だ? 空-1グランプリ2005                                 |
| 22  | 2005年8月28日  | 空想科学界No.1は誰だ? 空-1グランプリ2005                                 |
| 23  | 2005年9月4日   | ポパイに学ぶ! 強い男になる方法                                           |
| 24  | 2005年9月18日  | 実録! かぐや姫 成長の日々                                                |
| 25  | 2005年9月25日  | きかんしゃトーマスの労働条件を改善せよ!                                  |
| 26  | 2005年10月2日  | 夢の商品"ホイポイカプセル"のマーケティング戦略                           |
| 27  | 2005年10月9日  | 君にも行ける! ウルトラの星の歩き方                                       |
| 28  | 2005年10月16日 | 最強のライダーは誰だ! 仮面ライダー日本シリーズ                           |
| 29  | 2005年10月23日 | 最強のライダーは誰だ! 仮面ライダー日本シリーズ                           |
| 30  | 2005年10月30日 | ジャイアンに学ぶ!"ガキ大将"のススメ                                      |
| 31  | 2005年11月6日  | 「クレヨンしんちゃん」こそ、子供に見せたい番組No.1だ!                    |
| 32  | 2005年11月13日 | IT長者より儲かる! わらしべ長者の教え                                     |
| 33  | 2005年11月20日 | キティちゃんを知らずに、動物を語るべからず!                              |
| 34  | 2005年11月27日 | ジャムおじさん 知られざるその素顔                                        |
| 35  | 2005年12月4日  | レレレのおじさん 知られざるその素顔                                      |
| 36  | 2005年12月11日 | ムシキング 必殺わざ列伝!                                                 |
| 37  | 2005年12月18日 | 第1回 空想紅白歌合戦                                                     |
| 38  | 2005年12月25日 | サンタさんにプレゼントをあげたい!                                        |
| 39  | 2006年1月1日   | 密着!"十二支"誕生の舞台裏                                                |
| 40  | 2006年1月8日   | 天才スヌーピー その光と影                                                |
| 41  | 2006年1月15日  | 両津勘吉 一斉大捜査!                                                     |
| 42  | 2006年1月22日  | コピーロボット取り扱い説明書                                             |
| 43  | 2006年1月29日  | きびだんごから生まれた桃太郎                                             |
| 44  | 2006年2月5日   | サルでも分かる! 孫悟空の秘密                                             |
| 45  | 2006年2月12日  | 本当のシンデレラストーリー                                               |
| 46  | 2006年2月19日  | 第1回 空想スキージャンプ選手権                                           |
| 47  | 2006年2月26日  | 第1回 空想アカデミー賞 授賞式                                            |
| 48  | 2006年3月5日   | ハイジのブランコに乗りたい!                                              |
| 49  | 2006年3月12日  | タケコプター 使用上の注意                                                |
| 50  | 2006年3月19日  | 北斗神拳ゼミナール                                                       |
| 51  | 2006年3月26日  | エブリバディ フュージョン!                                               |
| 52  | 2006年4月2日   | 3分で分かるスペシウム光線                                                |
| 53  | 2006年4月9日   | 「ドラえもん」と「ドラミちゃん」、優秀なのはどっち!?                     |
| 54  | 2006年4月16日  | これがトトロのいいトコロ!                                                |
| 55  | 2006年4月23日  | 千と千尋の神隠し 生き物図鑑                                              |
| 56  | 2006年4月30日  | 金太郎 武勇伝                                                            |
| 57  | 2006年5月7日   | 則巻千兵衛博士は、めちゃんこスゴイ!                                      |
| 58  | 2006年5月14日  | ウルトラの母への感謝状                                                   |
| 59  | 2006年5月21日  | ハニーの見方を…♪変えるわよ～                                             |
| 60  | 2006年5月28日  | 「うる星やつら」のスゲ～やつら!                                          |
| 61  | 2006年6月4日   | バイ菌の悪いイメージ、バイバイキ～ン!                                    |
| 62  | 2006年6月11日  | 夢の対決! キャプテン翼 vs 少林サッカー                                   |
| 63  | 2006年6月25日  | ケロロ軍曹に学ぶ! ケロン人類学                                           |
| 64  | 2006年7月2日   | 七夕ストーリー ～ 天の川の中心で愛を叫ぶ! ～                             |
| 65  | 2006年7月9日   | 飛ばせ鉄拳! ロケットパンチ                                               |
| 66  | 2006年7月16日  | 竜宮城の歩き方!                                                          |
| 67  | 2006年7月23日  | バカボン一家はバカの反対なのだ!                                          |
| 68  | 2006年7月30日  | 心に愛があるスーパーヒーロー! キン肉マン                                 |
| 69  | 2006年8月6日   | 第1回 夏の空想科学まつり                                                 |
| 70  | 2006年8月13日  | 目玉おやじ 目からウロコの話                                              |
| 71  | 2006年8月20日  | オバケのQ太郎 3つのクエスチョン                                          |
| 72  | 2006年8月27日  | 走れメロス 愛は友を救う!                                                 |
| 73  | 2006年9月3日   | スーパーすごい能力を持つスーパーマン                                     |
| 74  | 2006年9月10日  | セーラームーン リスナーに代わって研究よ!                                 |
| 75  | 2006年9月17日  | 亀仙人に学ぶ! 素敵な年の重ね方                                           |
| 76  | 2006年9月24日  | 真っ赤な血潮が流れるシャアの素顔                                         |
| 77  | 2006年10月1日  | 科学特捜隊 入隊案内                                                      |
| 78  | 2006年10月8日  | 消える魔球を俺は投げる!                                                  |
| 79  | 2006年10月15日 | さぐれ! たいやきくん                                                     |
| 80  | 2006年10月22日 | ピーチ姫もホレるマリオの強さ!                                            |
| 81  | 2006年10月29日 | 夢と笑いをふりまく! 魔法使いサリー                                       |
| 82  | 2006年11月5日  | さるかに合戦 激闘の記録                                                  |
| 83  | 2006年11月12日 | 運動神経 天下一品のガチャピン!                                           |
| 84  | 2006年11月19日 | 銀河鉄道999 宇宙の車窓から                                               |
| 85  | 2006年11月26日 | アンアンアン お風呂が大好き しずかちゃん                                 |
| 86  | 2006年12月3日  | "ほよよ"と驚く! ガッちゃんの生態                                         |
| 87  | 2006年12月10日 | ハクション大魔王 魔王を研究 ジャジャジャジャーン!                        |
| 88  | 2006年12月17日 | あしたのジョー 研究しろ!"髪型"を研究するんだジョー!                      |
| 89  | 2006年12月24日 |                                                                          |
| 90  | 2006年12月31日 | かさじぞう 大晦日の奇跡                                                  |
| 91  | 2007年1月7日   | お菓子の家を作りたい!                                                    |
| 92  | 2007年1月14日  | ソバの出前に見る、北島マヤ 演劇への情熱                                  |
| 93  | 2007年1月21日  | バリアをバリバリ研究する!                                                |
| 94  | 2007年1月28日  | いなかっぺ大将 名場面大賞                                                |
| 95  | 2007年2月4日   | 舌を巻く! 仮面ライダー変身ベルトの性能                                   |
| 96  | 2007年2月11日  | この世で1番美しい女性 白雪姫                                             |
| 97  | 2007年2月18日  | Let's thinking シャーマンキング!                                         |
| 98  | 2007年2月25日  | 空想科学"ベタなシーン"質問スペシャル!                                    |
| 99  | 2007年3月11日  | 「どろろ」を科学的にぶった斬れ!                                          |
| 100 | 2007年3月18日  | 拝啓、ウルトラの父上様                                                   |

## スペシャル企画

### 空-1グランプリ
2005年8月21日と8月28日の2回に分けて、「空想科学界No.1は誰だ? 空-1グランプリ2005」が開催された。
出場選手は以下の8組。
- ウルトラマン（fromウルトラシリーズ『ウルトラマン』）

巨大ヒーロー代表
- 仮面ライダー555（from仮面ライダーシリーズ『仮面ライダー555』）

等身大ヒーロー（個人）代表
- デカレンジャー（fromスーパー戦隊シリーズ『特捜戦隊デカレンジャー』）

等身大ヒーロー（団体）代表
- ガンダムRX-78（fromガンダムシリーズ『機動戦士ガンダム』）

巨大ロボット代表
- アトム（from『鉄腕アトム』）

等身大ロボット代表
- ピカチュウ（from『ポケットモンスター』）

モンスター代表
- モンキー・D・ルフィ（from『ONE PIECE』）

ゴム人間代表
- 孫悟空（from『ドラゴンボール』）

武道家代表

### 夏の空想科学祭り
2006年8月6日に「第1回・夏の空想科学祭り」が空想科学広場にて開催された。
- 実況：福田沙紀
- 解説：柳田理科雄主任
- 会場リポート：新保友映アナウンサー

以下の3組が出演し、音頭を唄い、その音頭の歌詞について柳田主任が解説を加えた。
- 『ドラえもん』からドラえもん他。

「ドラえもん音頭」唄：大山のぶ代、こおろぎ'73
- 『Dr.スランプ アラレちゃん』から則巻アラレ他。

「アラレちゃん音頭」唄：小山茉美
- 『それいけ！アンパンマン』から、アンパンマン他。

「アンパンマン音頭'99」唄：ドリーミング、戸田恵子